# Chillūpār
Chillūpār är en ort i Indien.   Den ligger i distriktet Gorakhpur och delstaten Uttar Pradesh, i den nordöstra delen av landet, 700 km öster om huvudstaden New Delhi. Chillūpār ligger 80 meter över havet och antalet invånare är 20 518.
Terrängen runt Chillūpār är mycket platt. Runt Chillūpār är det tätbefolkat, med 790 invånare per kvadratkilometer. Närmaste större samhälle är Ghosi, 19,8 km söder om Chillūpār. Trakten runt Chillūpār består till största delen av jordbruksmark.